# Hermann van Pels
 (octobre 2012).
Si vous disposez d'ouvrages ou d'articles de référence ou si vous connaissez des sites web de qualité traitant du thème abordé ici, merci de compléter l'article en donnant les références utiles à sa vérifiabilité et en les liant à la section « Notes et références ».
Hermann van Pels (Hermann van Daan dans le journal d'Anne Frank) est l'une des huit personnes qui vivaient cachées dans l'Annexe secrète avec la famille Frank pendant la Seconde Guerre mondiale. Hermann van Pels est le mari d’Augusta van Pels (rebaptisée Petronella van Daan dans le journal intime d'Anne Frank) et le père de Peter van Pels. Il est né le 31 mars 1898 à Gehrde et meurt gazé en octobre 1944 à Auschwitz.